# Sete maravilhas da gastronomia
As 7 Maravilhas da Gastronomia surgem na sequência da promoção do património histórico e natural de Portugal, através do programa das 7 Maravilhas de Portugal, em que os nomeados são votados pelo grande público em vez de um júri.
O objectivo do certame foi o de divulgar e promover o património gastronómico nacional, tendo por base a gastronomia tradicional, reflectindo a gastronomia das regiões que as representam bem como os componentes da boa mesa portuguesa.
Inicialmente foram apresentados 70 pratos, separados por sectores gastronómicos, que depois foram reduzidos a 21 finalistas, três por sector.

## Definição
Para que um candidato pudesse ser aceite teria que seguir critérios específicos que definiriam o prato como genuinamente português e que tivesse um comprovado valor histórico-tradicional, sendo portanto parte integrante do receituário tradicional português. Para tal teriam que ser pratos confeccionados apenas com produtos agroalimentares produzidos em Portugal e cujo interesse técnico e social, bem como etnográfico e histórico, evidenciassem autenticidade e antiguidade. Esses critérios eram os seguintes:
1. receituário genuíno e integrante dos valores tradicionais portugueses;
2. com, pelo menos, mais de 50 anos de história (< 1960), pelo enraizamento na cultura e na tradição portuguesa;
3. tradição ativa de ser confeccionada em território nacional;
4. produzido com matérias-primas utilizadas ao nível nacional, regional ou local, bem como em produtos agroalimentares produzidos em Portugal;
5. constituam uma referência nos hábitos alimentares de uma ou mais regiões;
6. sejam uma afirmação cultural e económica de uma ou mais regiões ou constituam um suporte da biodiversidade da região;
7. representem a diversidade regional enquanto fator de enriquecimento da gastronomia.

## As 7 Maravilhas
A declaração oficial das 7 Maravilhas da Gastronomia teve lugar num espectáculo com inicio às 21 horas do dia 10 de setembro de 2011, em Santarém, na Antiga Escola Prática de Cavalaria (junto ao Convento de São Francisco), durante um mega espectáculo com a participação de Rui Veloso, Ana Moura, Boss AC, Carminho e Zeca Sempre (Nuno Guerreiro, Olavo Bilac, Tozé Santos e Vítor Silva). A apresentação ficou a cargo de Catarina Furtado e José Carlos Malato.
No final do espectáculo, foram apresentados por chefes de cozinha de renome internacional, aquelas que passaram a ser conhecidas pelas maravilhas da gastronomia portuguesa, que foram:

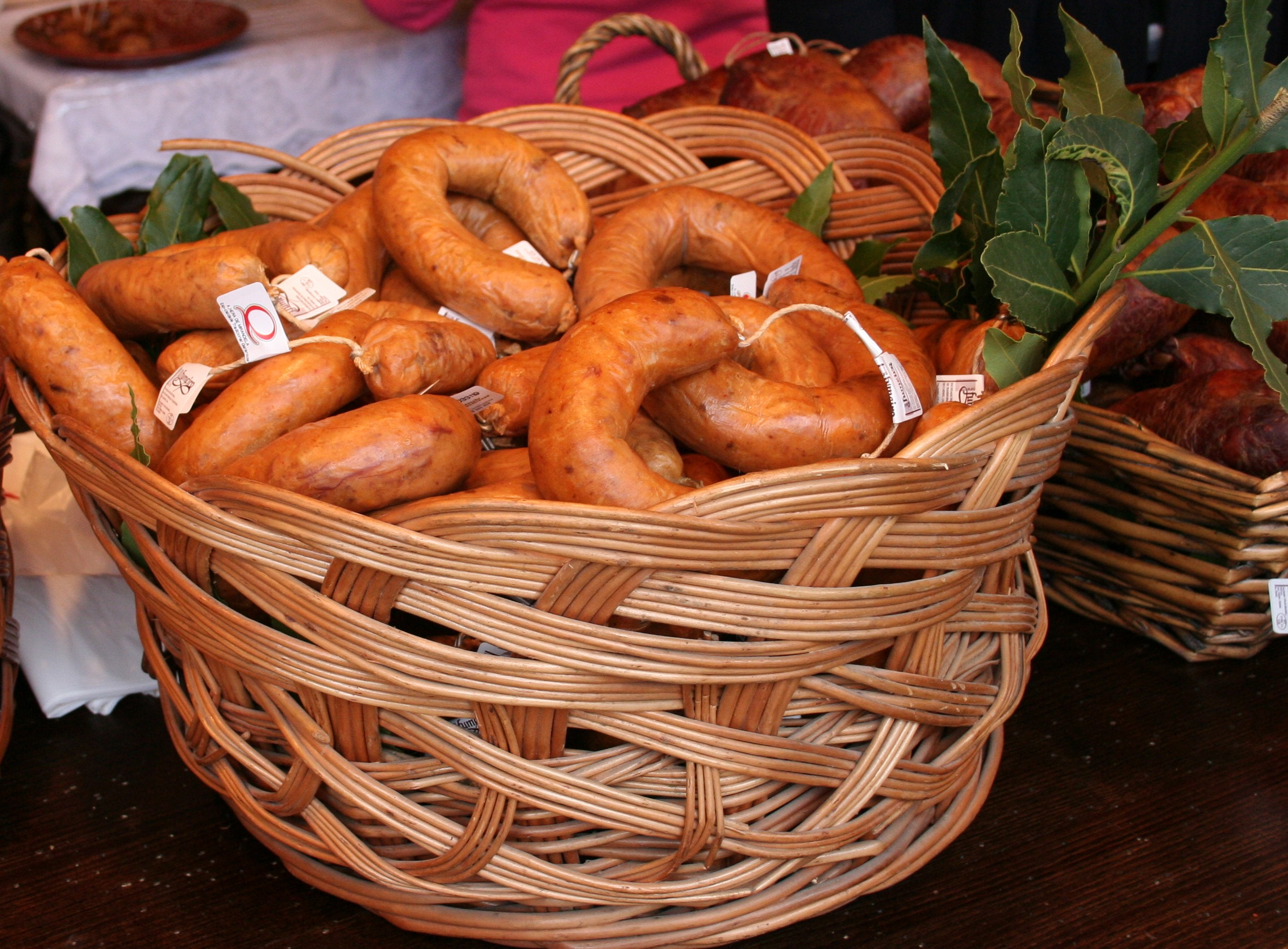
Alheiras de Mirandela
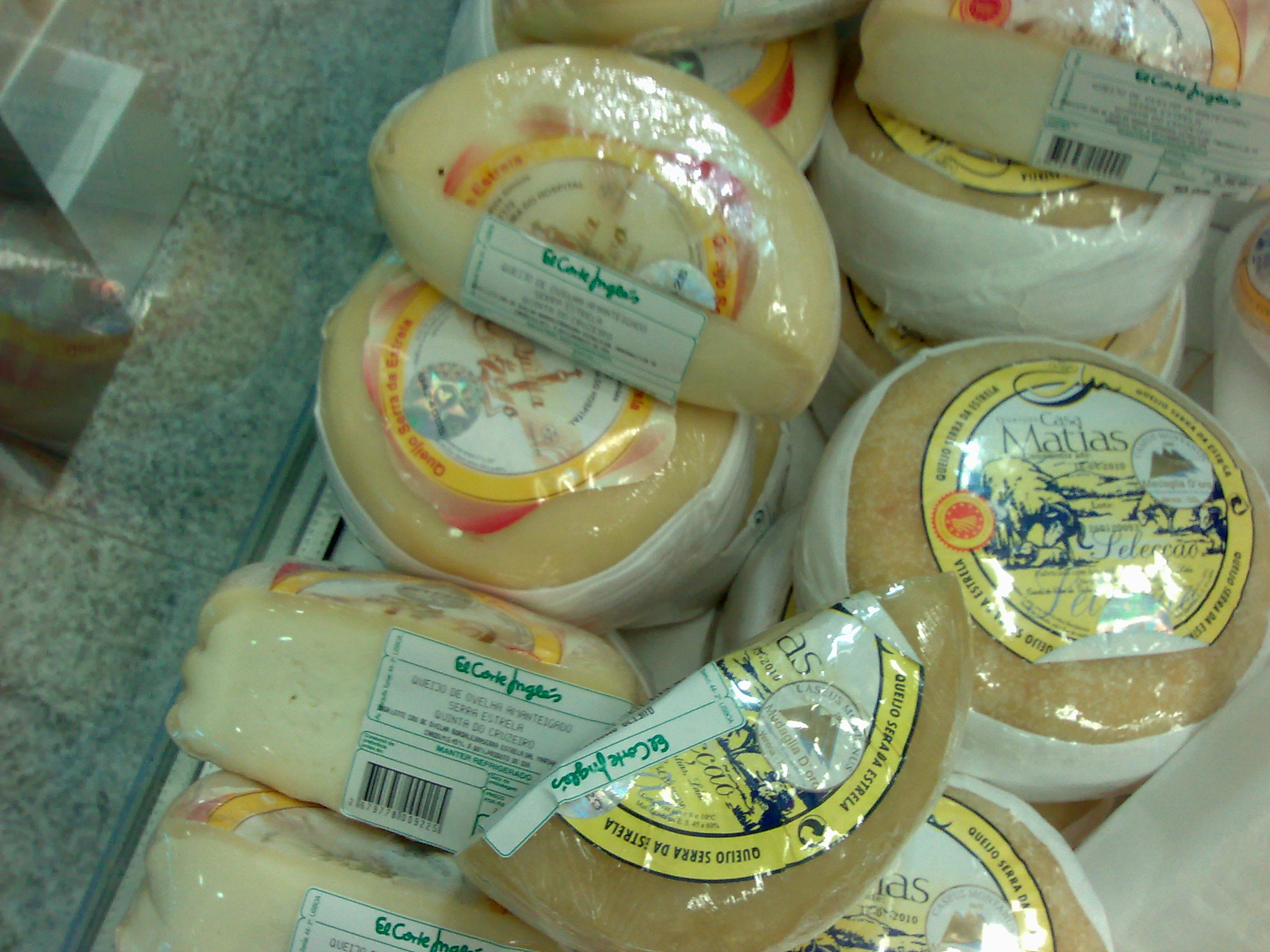
Queijo Serra da Estrela
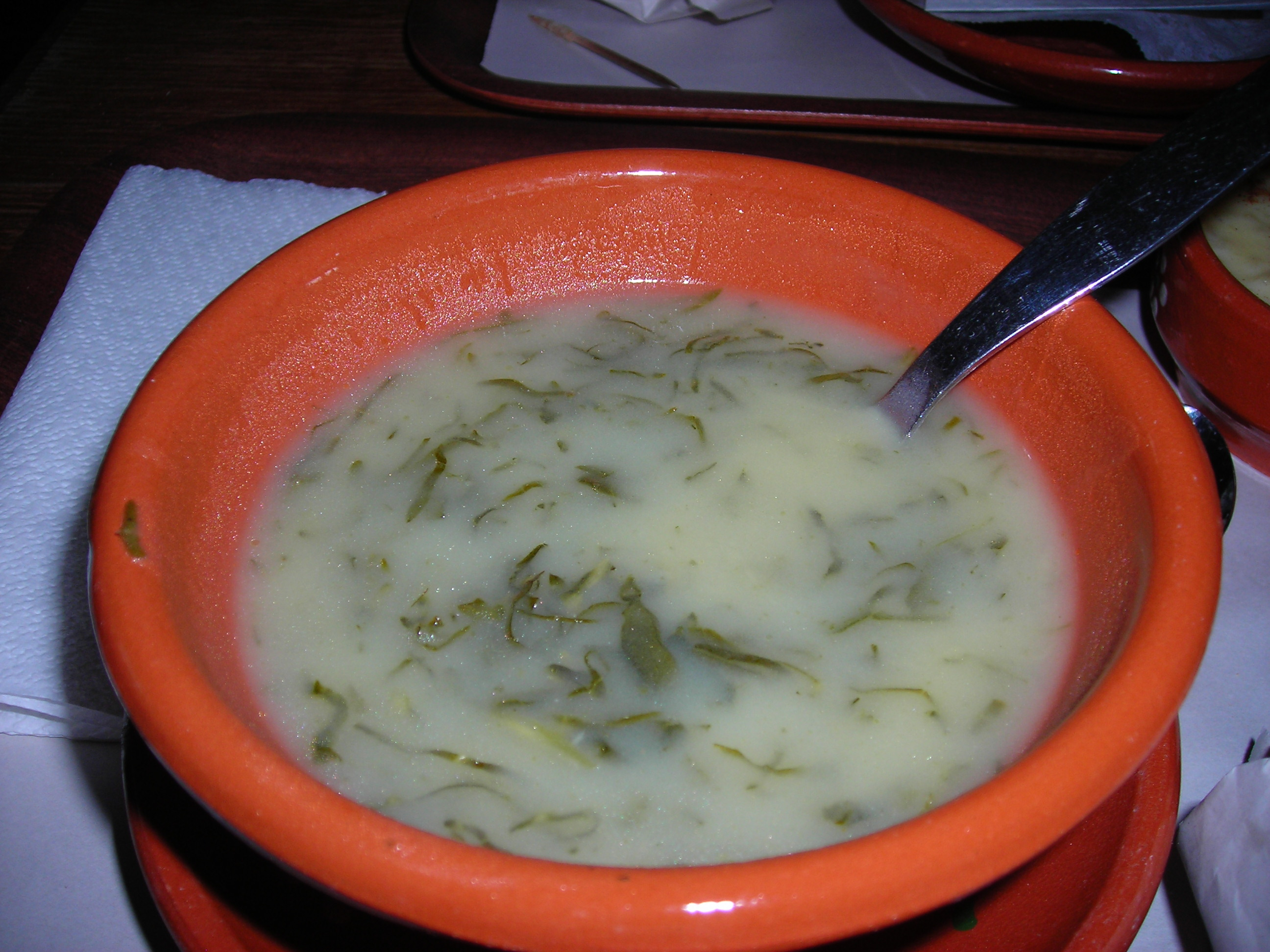
Caldo verde
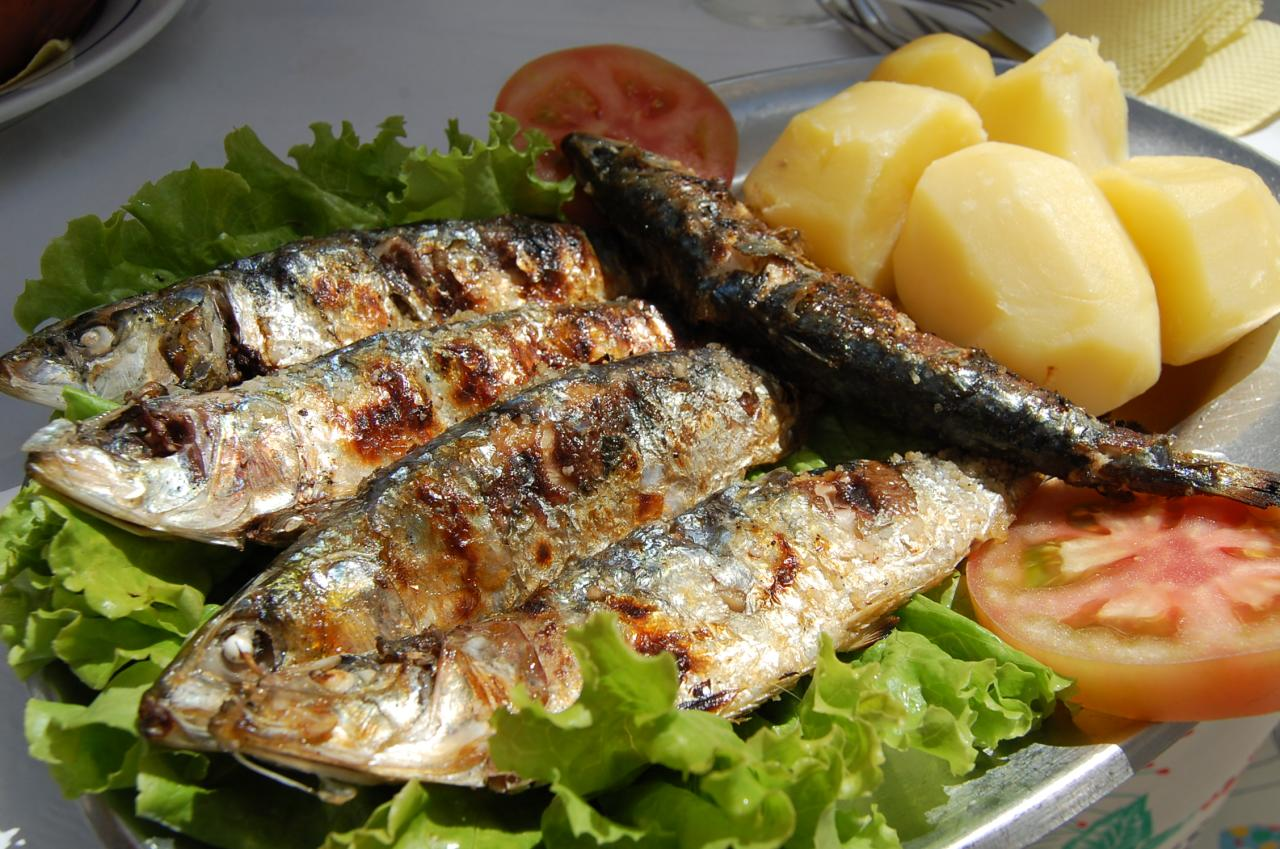
Sardinha assada
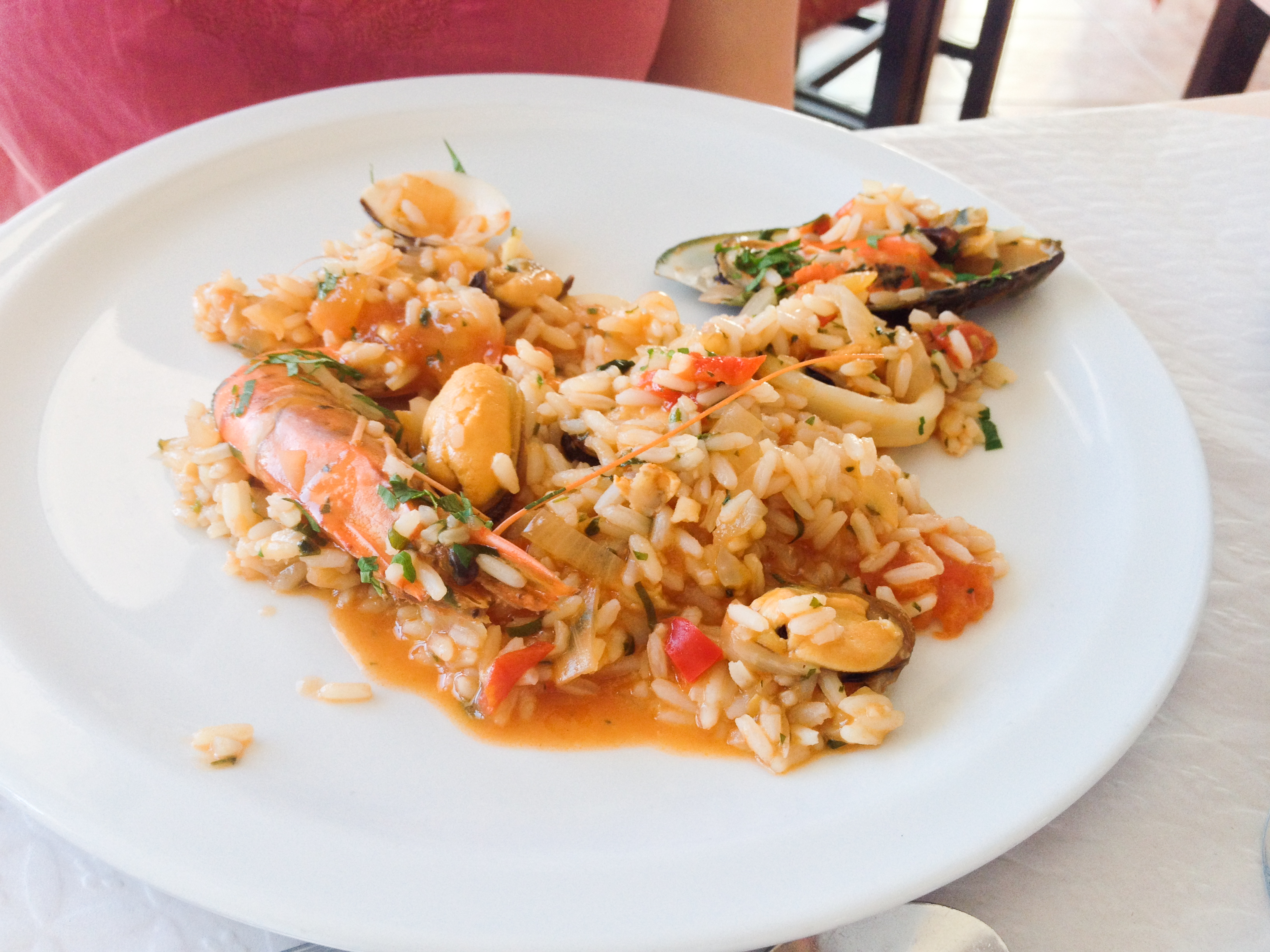
Arroz de marisco
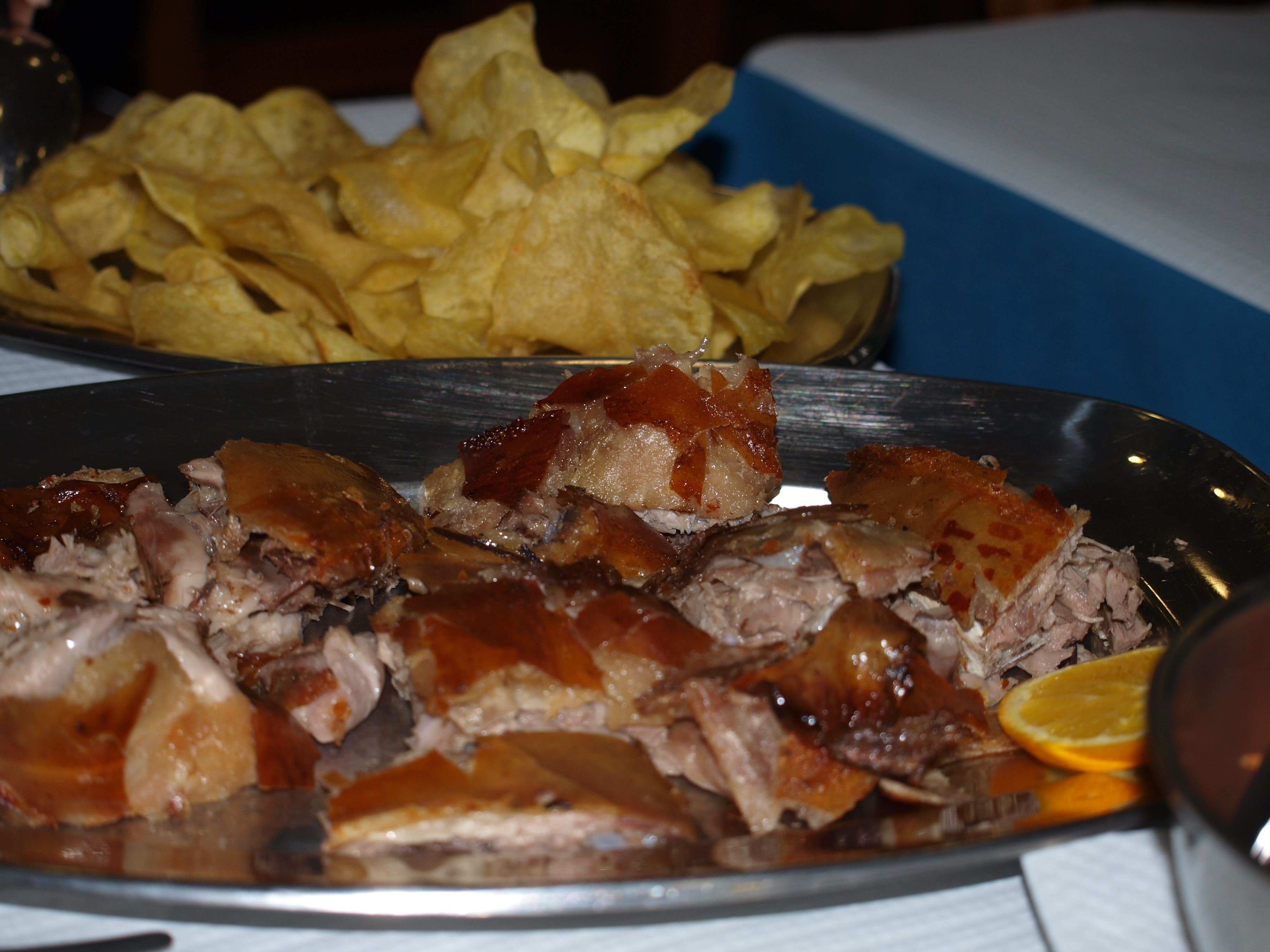
Leitão da Bairrada
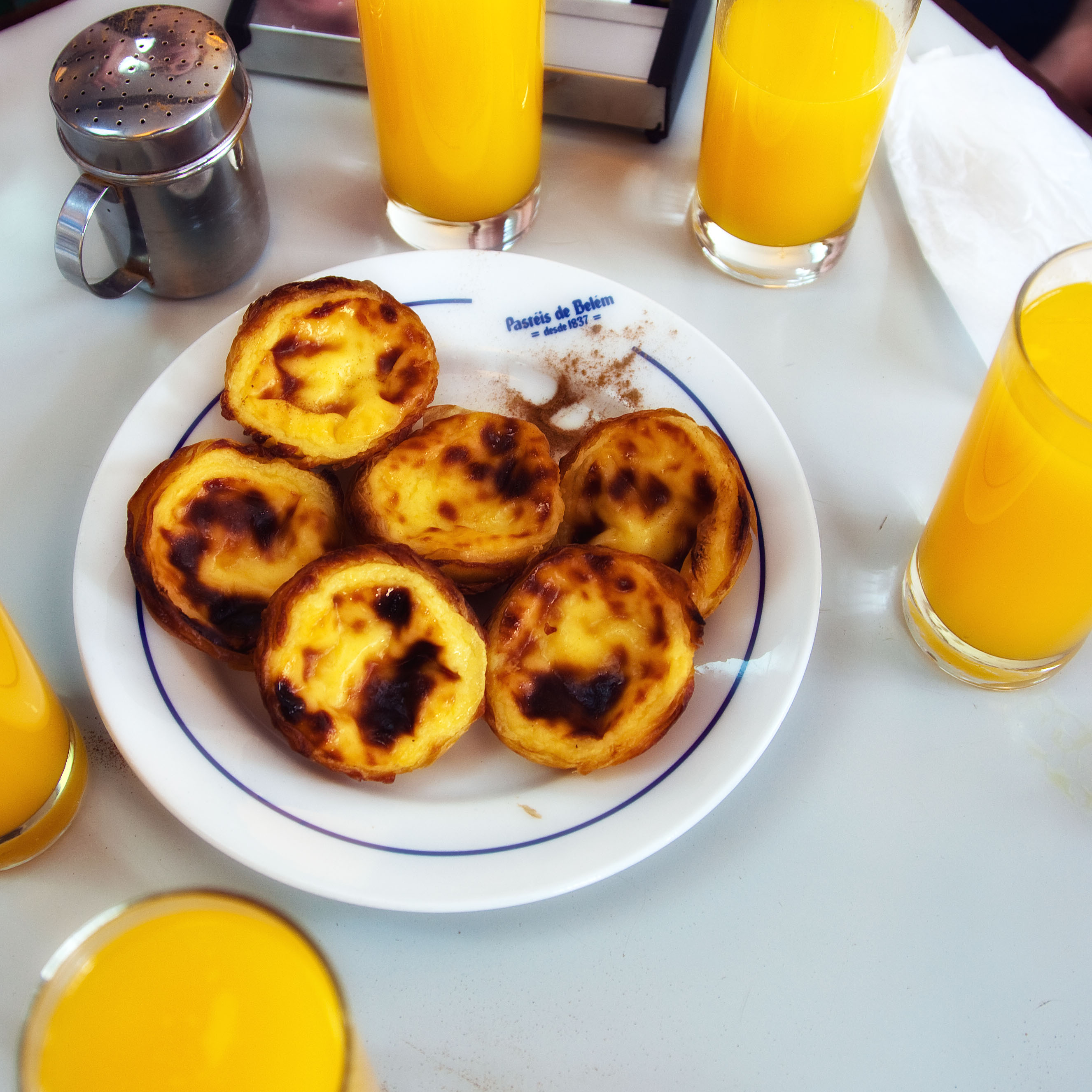
Pastel de Belém

## Candidatos e classificações
Esta é a lista dos 70 candidatos a Maravilha da Gastronomia, com indicação da sua classificação:
| Categoria | Candidato                                           | Região                      | Resultado   |
| --------- | --------------------------------------------------- | --------------------------- | ----------- |
| Entradas  | Alheira de Mirandela (IG)                           | Trás-os-Montes e Alto Douro | Vencedor    |
| Entradas  | Bôla de Lamego                                      |                             | Concorrente |
| Entradas  | Bolo do Caco                                        |                             | Concorrente |
| Entradas  | Espargos com ovos                                   |                             | Concorrente |
| Entradas  | Lapas da Madeira                                    | Madeira                     | Concorrente |
| Entradas  | Muxama de atum                                      |                             | Concorrente |
| Entradas  | Pastel de bacalhau                                  | Região de Lisboa            | Finalista   |
| Entradas  | Pezinhos de Coentrada                               |                             | Concorrente |
| Entradas  | Presunto de Barrancos (DOP)                         | Alentejo                    | Concorrente |
| Entradas  | Queijo Serra da Estrela (DOP)                       | Beiras                      | Vencedor    |
| Sopa      | Açorda à Alentejana                                 | Alentejo                    | Finalista   |
| Sopa      | Caldo verde                                         | Entre Douro e Minho         | Vencedor    |
| Sopa      | Caldo de cascas                                     |                             | Concorrente |
| Sopa      | Canja de Borrego                                    |                             | Concorrente |
| Sopa      | Caspacho com carapaus fritos                        | Alentejo e Algarve          | Concorrente |
| Sopa      | Sopa da pedra                                       | Lisboa e Vale do Tejo       | Finalista   |
| Sopa      | Sopa de cação                                       | Alentejo                    | Concorrente |
| Sopa      | Sopa de castanhas                                   |                             | Concorrente |
| Sopa      | Sopa de peixe da Figueira                           | Beira Litoral               | Concorrente |
| Sopa      | Sopas do Espírito Santo                             | Açores                      | Concorrente |
| Peixe     | Açorda de bacalhau                                  |                             | Concorrente |
| Peixe     | Açorda de sável                                     |                             | Concorrente |
| Peixe     | Arroz de lampreia                                   |                             | Concorrente |
| Peixe     | Arroz de Lingueirão                                 |                             | Concorrente |
| Peixe     | Bacalhau à Braz                                     |                             | Concorrente |
| Peixe     | Bacalhau à Gomes de Sá                              | Entre Douro e Minho         | Finalista   |
| Peixe     | Bacalhau à Zé do Pipo                               |                             | Concorrente |
| Peixe     | Bife de atum à Madeirense                           |                             | Concorrente |
| Peixe     | Polvo assado no forno                               | Açores                      | Finalista   |
| Peixe     | Sardinha assada                                     | Região de Lisboa            | Vencedor    |
| Marisco   | Amêijoas à Bulhão Pato                              | Região de Lisboa            | Finalista   |
| Marisco   | Arroz de marisco                                    | Lisboa e Vale do Tejo       | Vencedor    |
| Marisco   | Camarão da Costa da Figueira                        |                             | Concorrente |
| Marisco   | Cavaco cozido com molho verde                       |                             | Concorrente |
| Marisco   | Cracas cozidas                                      |                             | Concorrente |
| Marisco   | Lapas grelhadas dos Açores                          | Açores                      | Concorrente |
| Marisco   | Mariscada de Sesimbra                               | Região de Lisboa            | Concorrente |
| Marisco   | Ostras do Sado                                      | Região de Lisboa            | Concorrente |
| Marisco   | Percebes de Aljezur                                 | Algarve                     | Concorrente |
| Marisco   | Xarém com conquilhas                                | Algarve                     | Finalista   |
| Carne     | Alcatra da Ilha Terceira                            |                             | Concorrente |
| Carne     | Alheira de Mirandela com grelos salteados (IG)      |                             | Concorrente |
| Carne     | Chanfana                                            | Beira Litoral               | Finalista   |
| Carne     | Cozido à portuguesa                                 |                             | Concorrente |
| Carne     | Cozido das Furnas                                   |                             | Concorrente |
| Carne     | Espetada de carne de vaca em espeto de pau de louro |                             | Concorrente |
| Carne     | Leitão da Bairrada                                  | Beira Litoral               | Vencedor    |
| Carne     | Migas alentejanas                                   | Alentejo                    | Concorrente |
| Carne     | Posta mirandesa                                     |                             | Concorrente |
| Carne     | Tripas à moda do Porto                              | Entre Douro e Minho         | Finalista   |
| Caça      | Arroz de pombo bravo com hortelã                    |                             | Concorrente |
| Caça      | Coelho à Caçador                                    | Beira Litoral               | Finalista   |
| Caça      | Coelho do Porto Santo à Caçador                     | Madeira                     | Finalista   |
| Caça      | Empada de coelho bravo com arroz de pinhão e passas |                             | Concorrente |
| Caça      | Feijoada de javali                                  |                             | Concorrente |
| Caça      | Javali no pote com castanhas                        |                             | Concorrente |
| Caça      | Perdiz à Algarvia                                   |                             | Concorrente |
| Caça      | Perdiz à Caçador                                    |                             | Concorrente |
| Caça      | Perdiz de escabeche                                 | Beira Interior              | Finalista   |
| Caça      | Tordos fritos ou fritada dos passarinheiros         |                             | Concorrente |
| Doces     | Ananás dos Açores (DOP)                             | Açores                      | Concorrente |
| Doces     | Bolo de mel                                         | Madeira                     | Concorrente |
| Doces     | Dom Rodrigo                                         |                             | Concorrente |
| Doces     | Encharcada do Convento de Santa Clara               |                             | Concorrente |
| Doces     | Ovos moles de Aveiro (IGP)                          |                             | Concorrente |
| Doces     | Pão de rala                                         | Alentejo                    | Concorrente |
| Doces     | Pastel de Belém                                     | Lisboa e Setúbal            | Vencedor    |
| Doces     | Pastéis de Tentúgal (IG)                            | Beira Litoral               | Finalista   |
| Doces     | Pudim Abade de Priscos                              | Entre Douro e Minho         | Finalista   |
| Doces     | Sericaia ou Cericaia ou Sericá                      | Alentejo                    | Concorrente |

Legenda 
- DOP — Denominação de Origem Protegida
- DOC — Denominação de Origem Controlada
- DO — Denominação de Origem
- IGP — Indicação Geográfica Protegida
- IG — Indicação Geográfica
- ETG — Especialidade Tradicional Garantida